# Lunatriella
Lunatriella es un género de foraminífero planctónico de la subfamilia Heterohelicinae, de la Familia Heterohelicidae, de la superfamilia Heterohelicoidea, del suborden Globigerinina y del orden Globigerinida. Su especie tipo es Lunatriella spinifera. Su rango cronoestratigráfico abarca desde el Turoniense hasta el Campaniense (Cretácico superior).

## Descripción
Lunatriella incluía especies con conchas biseriadas, con tendencia a hacerse uniseriadas; sus cámaras eran inicialmente globulares a subglobulares, y finalmente cuneiformes alargadas, con tubuliespinas alargadas en proyección lateral; sus suturas intercamerales eran incididas; su contorno ecuatorial era subtriangular y lobulada; su periferia era redondeada; en el estadio biseriado, su abertura principal era interiomarginal, lateral, con forma de arco pequeño y bordeada por un estrecho labio; el estadio pseudo-uniseriado, su abertura era terminal y los labios aperturales se fundían para formar contrafuertes que conectaban directamente con la cámara precedente; presentaban pared calcítica hialina, finamente perforada, y superficie lisa.

## Discusión
El género Lunatriella no ha tenido mucha difusión entre los especialistas. Clasificaciones posteriores han incluido Lunatriella en el orden Heterohelicida.

## Paleoecología
Lunatriella incluía especies con un modo de vida planctónico, de distribución latitudinal cosmopolita, y habitantes pelágicos de aguas superficiales (medio epipelágico), preferentemente en zonas de upwelling.

## Clasificación
Lunatriella incluye a la siguiente especie:
- Lunatriella spinifera †